# (9040) Flacourtia
(9040) Flacourtia (1991 BH1) – planetoida z pasa głównego asteroid okrążająca Słońce w ciągu 5,39 lat w średniej odległości 3,07 au. Odkryta 18 stycznia 1991 roku.